# Maslenitsa

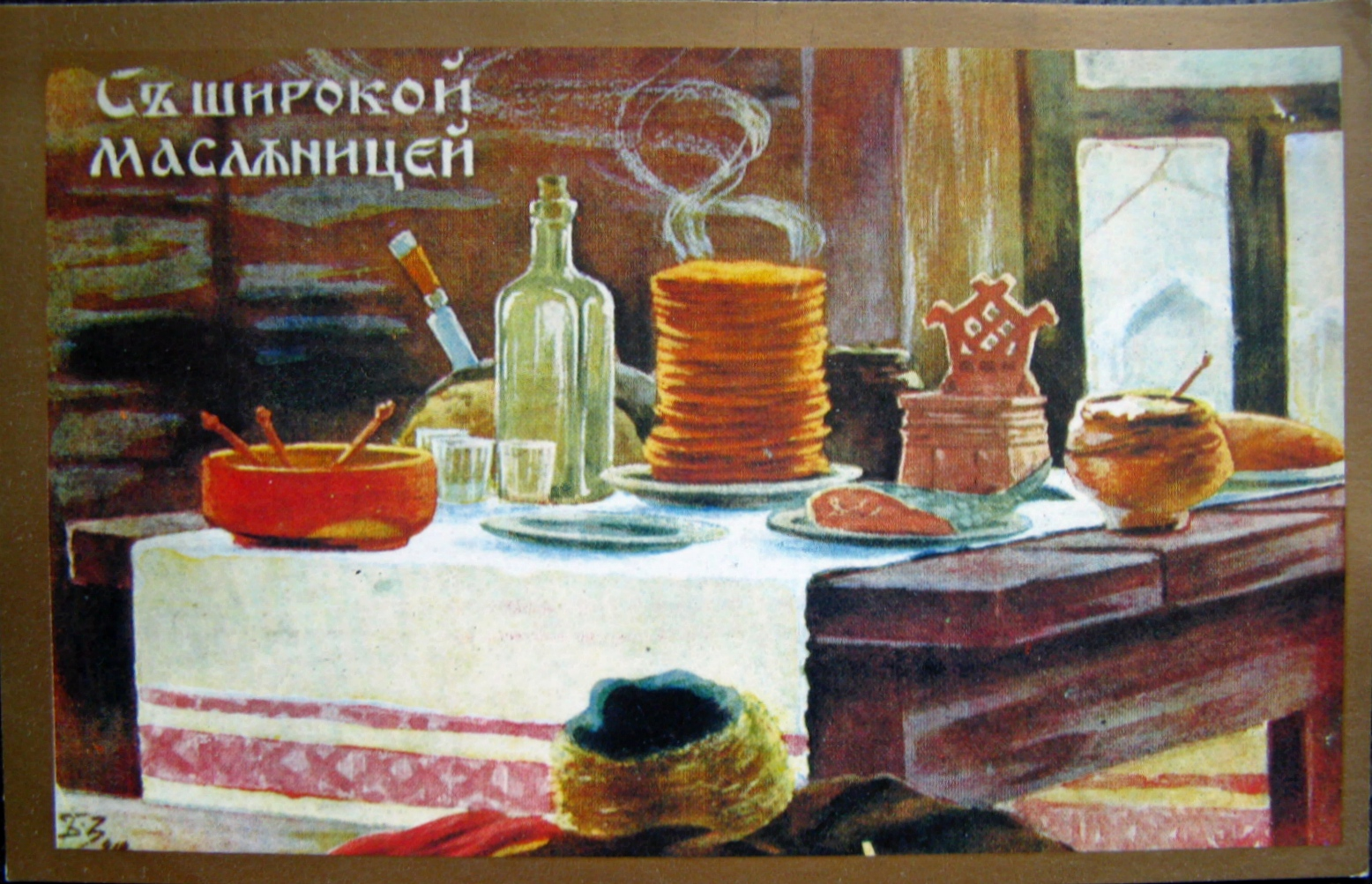
Imatge de celebració del Maslenitsa

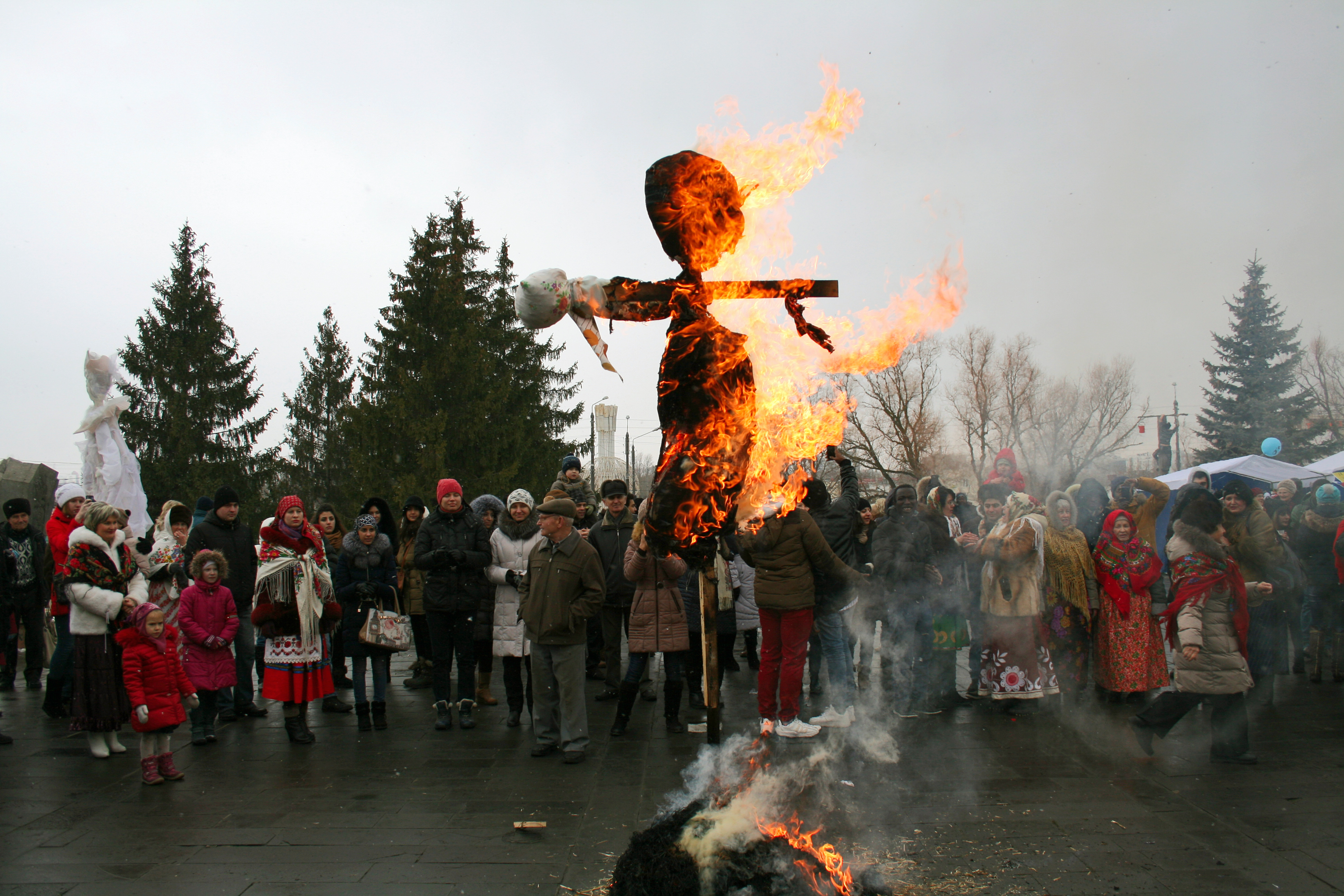

Maslenitsa, Masnitsya o Maslenica (en rus: Ма́сленица, en ucraïnès: Масниця i en belarús: Масьленіца) conegut com la Setmana de la Mantega, de la Creperia i del Formatge és una festivitat religiosa i folklòrica que se celebra a la zona oriental dels països eslaus (Rússia, Ucraïna, Belarús, etc.).
Se celebra durant la darrera setmana que dona pas a la Gran Quaresma. La festivitat equival al Carnestoltes cristià catòlic a diferència que en la Quaresma ortodoxa dona començament el dilluns en lloc del dimecres.

## Tradicions
Proves arqueològiques demostren que els orígens del Maslenitsa es remunten al segle ii sent la festivitat més antiga de Rússia. En la mitologia eslava és un esdeveniment estiuenc en el qual s'ofrena al Déu Veles i se celebra el final de l'hivern septentrional.
Durant aquesta setmana es prohibeix el consum de carn sent els ous, làctics i altres productes no derivats de la carn els permesos sent coneguda com a Syropustnaya nedelya (Festival del formatge). El menjar més característic és el blini acompanyat per mantega, ous i llet. Des del paganisme la forma circular i el to daurat del blini simbolitzava les lloances al sol.
El Maslenitsa representa l'última oportunitat de formar part de les activitats socials i fins i tot per portar antifaços i el consum d'alcohol, prohibit en època de Quaresma.
Al llarg de la setmana del Maslenitsa les activitats tradicionals solen variar. El primer dia se li dona la benvinguda al "Chuchelo Maslenitsy" ("Espantaocells de la Maslenitsa") fabricat artesanalment amb palla d'acord amb la tradició kostromà. Després és tret en processó mentre el públic reparteix empanades als pobres.

## Diumenge del Perdó
El darrer dia és conegut com el "Dia del Perdó" (Voskresenie provody). Aquesta jornada consisteix a visitar a familiars i amics i fer les paus a més de fer lliuraments de regals. Com a punt final a la festivitat es pren al espantaocells en una foguera.

## Era moderna
Durant l'època soviètica, igual que altres festes religioses, el Maslenitsa va deixar de tenir oficialitat en el calendari rus, no obstant això hi ha hagut famílies que han celebrat la festivitat sense buscar el seu significat religiós centrant-se solament a reunir-se entre amics, parents i propers. Després dels inicis de la Perestroika, el Govern va aprovar que es tornessin a celebrar oficialment. En ser una societat secular, els russos ingereixen carn sense que aquest producte influeixi en el Maslenitsa.